# Madarcos
Madarcos – osada w Hiszpanii we wspólnocie autonomicznej Madryt leżąca 85 km na północ od Madryt. Graniczy z gminami Sierra Horcajo na północ i północny zachód; Horcajuelo z Sierra i Rincon Prádena na wschód; Puentes Viejas na południe i Gandullas Piñuécar-zachód. Madarcos ma dwie linie autobusowe, z których jedna ma swoją siedzibę w Plaza de Castilla Interchange.